# ジェームズ・サーバー
ジェームズ・グローバー・サーバー（James Grover Thurber、1894年12月8日 - 1961年11月2日）はアメリカ合衆国の作家、漫画家である。雑誌『ザ・ニューヨーカー』の編集者・執筆者としても活躍した。
ニューヨーカー誌に掲載された"The Catbird Seat"などの漫画や短編小説で有名であり、後に書籍として出版された。普通の人々の欲求不満や奇抜さを描いた漫画で知られており、その時代の最も人気のあるユーモリストの一人だった。彼が大学時代からの友人である映画監督・脚本家のエリオット・ニュージェントと共同で書いたブロードウェイコメディ"The Male Animal"は、ヘンリー・フォンダとオリヴィア・デ・ハヴィランドの主演で映画化（邦題『男性』）された。彼の短編『ウォルター・ミティの秘密の生活』は、1947年（邦題『虹を掴む男』）と2013年（邦題『LIFE!』）に映画化された。

## 生涯
サーバーは、1894年12月8日にオハイオ州コロンバスで父チャールズ・L・サーバーと母メアリー・アグネス・サーバー（旧姓フィッシャー）の間に生まれた。両親とも、彼の作品に大きな影響を与えた。父は臨時雇の事務員で、弁護士か俳優になることを夢見ていた。母のことをサーバーは、「生まれながらのコメディアン」「私が知る限り最高のコミックの才能」と述べていた。母はあるとき、身体が不自由になったふりをして信仰療法の集会に参加し、跳ね上がって治ったと言った。

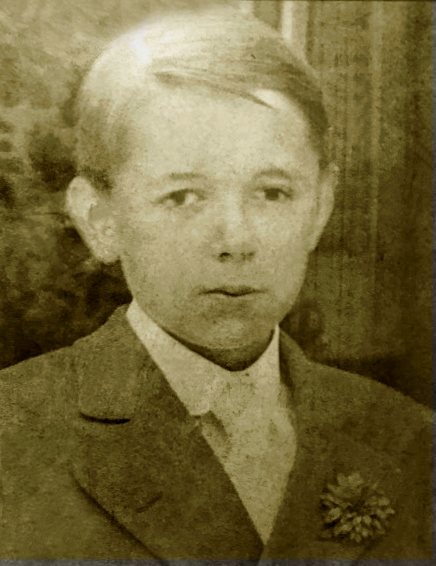
14歳の時のジェームズ・サーバー

サーバーが7歳のとき、兄弟とウィリアム・テルごっこをしていて、誤っておもちゃの矢が左眼に刺さった。これにより左眼を失明し、後に負傷によりほぼ完全に盲目状態となった。このために、子供時代にスポーツやその他の活動に参加することができなかったが、文章で自分を表現するための創造的な心を発達させた。神経科医のヴィラヤヌル・S・ラマチャンドランは、サーバーの想像力がシャルル・ボネ症候群である程度説明できるかもしれないと示唆した。シャルル・ボネ症候群は、低視力になった際に引き起こされる複雑幻視である（"The Admiral on the Wheel"という作品はこの症候群が基礎となっている）。

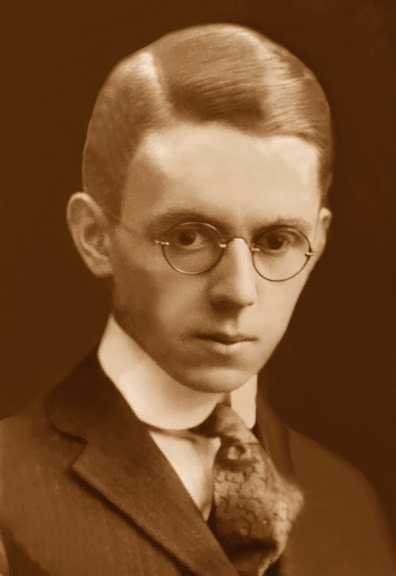
高校の卒業写真

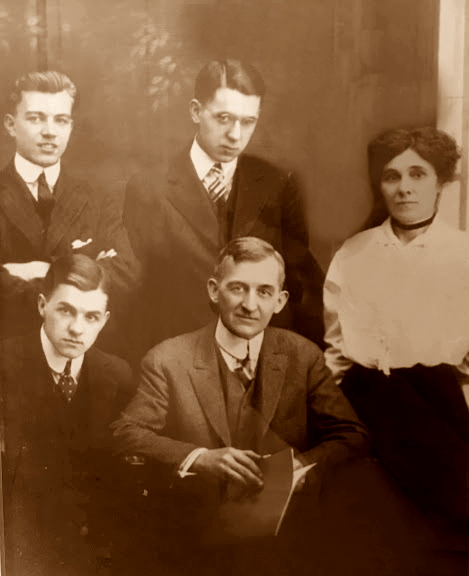
1915年に撮影された家族写真。左から右に、前列がロバート、チャールズ（父）、後列がウィリアム、ジェームズ、メアリー（母）

1913年から1918年までオハイオ州立大学に通った。このときに借りて一家で住んでいたジェファーソン通り77番の家は、1984年に「サーバー・ハウス」となった。視力が悪いため、必須だった予備役将校訓練課程(RTOC)を受講できず、大学を卒業できなかった。死後の1995年に、大学は学位を授与した。

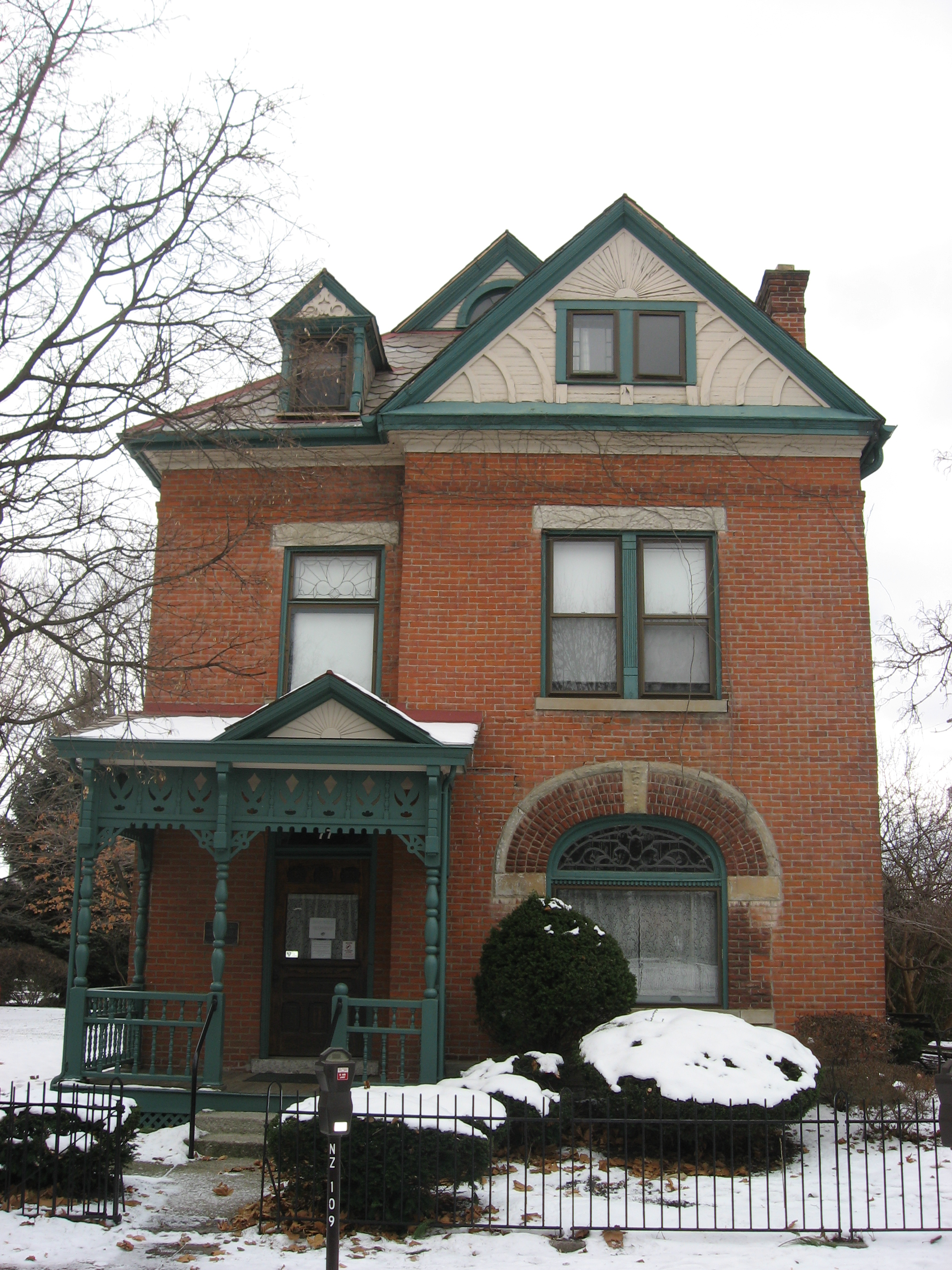
オハイオ州コロンバスのサーバーハウス

1918年から1920年まで、米国国務省の書記官として働いた。最初の勤務地はワシントンD.C.で、後にパリの在仏大使館に移った。コロンバスに戻り、1921年から1924年にかけて地元の新聞『コロンバス・ディスパッチ』の記者をしていた。この間、"Credos and Curios"（クレドスとキュリオス）というタイトルの週刊コラムで本、映画、演劇をレビューした。このタイトルは、彼の死後に出された作品集につけられた。その後パリに戻り、『シカゴ・トリビューン』などの新聞に寄稿した。

### ニューヨークで
1925年、サーバーはニューヨーク市のグリニッジ・ヴィレッジに移り、『ニューヨーク・イブニング・ポスト』の記者としての職を得た。1927年、彼は友人でニューヨーカーに寄稿していたE・B・ホワイトのつてで『ニューヨーカー』誌の編集者となった。1930年、彼が描いてゴミ箱に捨てた絵をホワイトが見つけたことから、漫画家としての彼のキャリアが始まった。ホワイトは、雑誌でよりよく再現できるように、初期にはサーバーが描いた作品に修正を入れていたが、後にそれを後悔した。サーバーは、1950年代までユーモアや風刺に溢れたエッセイ、漫画、短編をニューヨーカー誌に寄稿した。

### 結婚と家族
サーバーは1922年にアルテア・アダムスと結婚したが、1935年5月に離婚した。アルテアとの結婚は「魅力的で、素晴らしい、そして傷ついた関係」に変わったと、彼は友人に宛てて書いている。一家はコネチカット州フェアフィールド郡に住み、アルテアとの間に一女ローズマリー（1931年生まれ）を儲けた。彼は1935年6月にヘレン・ウィズマー（1902年 - 1986年）と結婚した

### 死去
晩年、彼の行動は不安定で予測不可能なものになった。1961年10月4日に脳血栓により意識を失い、緊急手術を受けた。手術は最初は成功したが、同年11月2日に肺炎の合併症により66歳で亡くなった。医師は、彼の脳は脳卒中と動脈硬化により細胞老化していたと述べた。彼の妻ヘレンによれば、彼の最期の言葉は、繰り返された"God"（神よ）という言葉は別として、"God bless... God damn"（神のご加護を……こんちくしょう）だった。

## 遺産と栄誉
- 1997年に、アメリカの優れたユーモア作品を表彰するサーバー賞（英語版）が創設された[10]。
- オハイオ州コロンバスのサーバーが学生時代に住んでいた家（サーバー・ハウス（英語版））と、コネチカット州フェアフィールド郡の結婚後に住んでいた家（サンフォード・カーチス・サーバー・ハウス（英語版））は、アメリカ合衆国国家歴史登録財に登録されている[11][12]。

## キャリア
彼はアメリカの主要な文学者の中でも特異な存在であり、シンプルでシュールな絵や漫画で有名になった。彼の絵の技術は、ニューヨーカー誌の同僚であるE・B・ホワイトの支援や協力によって開花したものである。ホワイトは、サーバーのスケッチが芸術表現として独立していると主張した。 サーバーは、ニューヨーカー誌のために6枚の表紙絵と多くのイラストを描いた。
無類の愛犬家としても知られ、犬を題材にした漫画や小説作品も多い。

### 作家
サーバーの人生の最後の20年間は、失明したにもかかわらず、世俗的・職業的な成功に満ちたものだった。彼は少なくとも14冊の本を出版した。その中には、The Thurber Carnival（1945年）、Thurber Country（1953年）、そしてニューヨーカー誌の編集者ハロルド・ロスの生涯について書いたThe Years with Ross（1959年）がある。『ウォルター・ミティの秘密の生活』（1947年）など、短編小説の多くは映画化された。冴えない日常生活を送りながら、空想の中で英雄的な冒険に耽る男を描いた短編である『ウォルター・ミティの秘密の生活』は、1947年にダニー・ケイ主演で映画化（邦題『虹を掴む男』）され、さらに2013年にはベン・スティラー主演で『LIFE!』としてリメイクされた。彼の短編小説の多くは彼の人生の経験に基づくユーモラスな架空の回顧録であるが、狂気と殺人の物語である"The Whip-Poor-Will"などの暗い題材の物語も書いた。
フィクションのほか、サーバーは75作以上の寓話を書いた。その一部はニューヨーカーから1939年に出版され、その後、作品集Fables for Our Time & Famous Poems Illustrated（1940年）とFurther Fables for Our Time（1956年）が出版された。これらは、擬人化された動物を主人公として描いた短編小説であり、最後に格言で締めくくっていた。ただし、彼の最も有名な寓話であるThe Unicorn in the Garden（庭さきの一角獣）はこの形式の例外である。この寓話は、話すことのできない一角獣を除いて登場人物は全て人間である。サーバーの寓話は風刺的であり、格言は読者へのアドバイスであると同時に落ちとしても機能し、「信頼できるガイドラインがほとんど存在しない不確実で不安定な場所として世界を描くことにより、人生の複雑さ」を示した。
彼の作品には、The White Deer（1945年）、The 13 Clocks（1950年）、The Wonderful O（すばらしいO、1957年）などのおとぎ話もある。ニューヨーカー誌やその他の媒体に寄稿されたサーバーの散文には、数多くのユーモラスなエッセイが含まれている。彼の晩年に特に好んで取り上げた題材は英語だった。この題材のエッセイには、会話での'You Know'の乱用を非難する"The Spreading 'You Know'"（'You Know'の蔓延）や、"The New Vocabularianism"、"What Do You Mean It Was Brillig?"などがある。物語、エッセイ、あるいはその中間など形式を問わず、彼の短編は、サーバーとニューヨーカー誌のスタッフによって「カジュアル」と呼ばれていた。
サーバーは、ニューヨーカー誌の創始者であるハロルド・ロスの伝記的な回想録The Years with Ross（1958年）を執筆した。彼は、聞き取りと研究に基づいてラジオソープオペラ現象を詳しく調べ、1947年から1948年の間に5回に渡ってニューヨーカー誌の記事を執筆した。これは、ポップカルチャー現象を詳細に調査した最初のものの一つだった。

### 漫画家
イラストはシンプルな線の絵柄が特徴的で、絵本作家の長新太はサーバーの漫画に影響を受けたと語っている。
サーバーは、1920年代から1930年代には普通の方法で漫画を描いていたが、視力の低下に伴い方法の変更を余儀なくされた。彼は、非常に大きな紙に黒の太いクレヨンで漫画を書いた（あるいは、黒い紙に白のチョークで描き、それを写真に撮って色を反転した）。このような方法に関わらず、彼の漫画はその著作と同様に注目されるようになった。彼の絵は不気味で不安定な感じを持っており、それは彼の人生に対する特異な見方を反映しているようだった。彼はかつて、自分の絵が水の中に描いたように見えると言われたと書いていた。サーバーの友人であるドロシー・パーカーは、彼の漫画が「焼く前のクッキーのように見える」と言った。サーバーが最後に描いた絵は、黒い紙に黄色のクレヨンで描かれた自画像であり、1951年7月9日の『タイム』誌の表紙として取り上げられた。この絵は、1952年に刊行されたThe Thurber Albumのブックカバーにも使われた。

### 派生作品
- サーバーは大学の同級生だった俳優・監督のエリオット・ニュージェント（英語版）と共同でコミックドラマ"The Male Animal"を書いた。この作品は、1939年にブロードウェイで大ヒットとなり、1942年にヘンリー・フォンダとオリヴィア・デ・ハヴィランドの主演で映画化（邦題『男性（英語版）』）された。
- 1947年、短編『ウォルター・ミティの秘密の生活』を原作として、ダニー・ケイ主演の同名の映画（邦題『虹を掴む男』）が制作された。
- 1951年、ユナイテッド・プロダクションズ・オブ・アメリカは、サーバーの作品を原作とした長編アニメーションMen, Women and Dogsの企画を発表した[17]。この野心的なプロジェクトは、最終的に1953年の短編アニメThe Unicorn in the Gardenを発表したのみに終わった[18]。
- 1960年、彼の1945年の同名の本を元にしたレヴューA Thurber Carnivalの88回の公演に自身の役で出演し、プロの演劇の舞台に立つという長年の夢を果たした。サーバーは、この作品の脚本でトニー賞特別賞を受賞した[19]。
- 1969年から1970年にかけて、サーバーの著作と人生に基づいたシチュエーション・コメディシリーズMy World ... and Welcome to It（邦題『パパはメロメロ!』）がNBCで放送された。ウィリアム・ウィンダムがサーバー役を演じた。俳優による芝居とアニメーションを組み合わせたこの番組は、1970年のエミー賞コメディ部門を受賞した。ウィンダムも同年のエミー賞主演男優賞コメディ部門を受賞している。
- 1972年、サーバーの作品に基づいたジャック・レモン主演のコメディ映画The War Between Men and Women（邦題『おかしな関係・絶体絶命』）が制作された。
- 2013年、『ウォルター・ミティの秘密の生活』の2度目の映画化作品（邦題『LIFE!』）がベン・スティラーの主演で制作された。

## 作品

### 一般書
- Is Sex Necessary? or, Why You Feel the Way You Do,（1929年、E・B・ホワイトとの共著）
  - 75周年記念版（2004年、ジョン・アップダイクによる序文) ISBN 0-06-073314-4
- The Owl in the Attic and Other Perplexities（1931年）
- The Seal in the Bedroom and Other Predicaments（1932年）
- My Life and Hard Times（1933年）ISBN 0-06-093308-9
- The Middle-Aged Man on the Flying Trapeze（1935年）
- Let Your Mind Alone! and Other More Or Less Inspirational Pieces（1937年）
- The Last Flower（1939年）
  - 再刊（2007年） ISBN 978-1-58729-620-8
- Fables for Our Time and Famous Poems Illustrated（1940年）ISBN 0-06-090999-4
- My World—And Welcome to It（1942年） ISBN 0-15-662344-7
- Men, Women and Dogs（1943年）
- The Thurber Carnival（アンソロジー、1945年）ISBN 0-06-093287-2, 0-394-60085-1
- The Beast in Me and Other Animals（1948年） ISBN 0-15-610850-X
- The Thurber Album（1952年）
- Thurber Country（1953年）
- Thurber's Dogs（1955年）
- Further Fables for Our Time（1956年）
- Alarms and Diversions（アンソロジー、1957年）
- The Years with Ross（1959年） ISBN 0-06-095971-1
- Lanterns and Lances（1961年）

### 児童書
- Many Moons（1943年）（後にThe Princess Who Wanted The Moonに改題）
- The Great Quillow（1944年）
- The White Deer（1945年）
- The 13 Clocks（1950年）
- The Wonderful O（1957年）

### 戯曲
- The Male Animal（1940年、エリオット・ニュージェント（英語版）との共作）
- A Thurber Carnival（1960年）

### 死後に刊行された作品集
- Credos and Curios（1962年、ヘレン・サーバー編集）
- Thurber & Company（1966年、ヘレン・サーバー編集）
- Selected Letters of James Thurber（1981年、ヘレン・サーバー、エドワード・ウィークス編集） ISBN 978-0-316844-44-4
- Collecting Himself: James Thurber on Writing and Writers, Humor and Himself（1989年、マイケル・J・ローゼン（英語版）編集）
- Thurber on Crime（1991年、Robert Lopresti編集） ISBN 978-0-892964-50-5
- People Have More Fun Than Anybody: A Centennial Celebration of Drawings and Writings by James Thurber,（1994年、マイケル・J・ローゼン編集） ISBN 978-0-151000-94-4
- James Thurber: Writings and Drawings（アンソロジー、1996年、ガリソン・キーラー（英語版）編集、ライブラリー・オブ・アメリカ） ISBN 978-1-883011-22-2
- The Dog Department: James Thurber on Hounds, Scotties, and Talking Poodles（2001年、マイケル・J・ローゼン編集） ISBN 978-0-060196-56-1
- The Thurber Letters: The Wit, Wisdom, and Surprising Life of James Thurber（2002年、Harrison Kinney、Rosemary A. Thurber編集） ISBN 978-0-743223-43-0
- Collected Fables（2019年、マイケル・J・ローゼン編集）
- A Mile and a Half of Lines: The Art of James Thurber（2019年、マイケル・J・ローゼン編集） ISBN 978-0814255339

### 短編集
- "A ride with Olympy"
- "The Departure of Emma Inch"
- "The Admiral on the wheel"
- "Doc Marlowe"
- "One is a Wonderer"
- "The Topaz Cuff links Mystery"
- "What Do You Mean It Was Brillig?"
- "The Glass in the Field"
- "The Crow and the Oriole"
- "The Little Girl and the Wolf"
- "Snapshot of a Dog"
- "Oh when I was..."
- "The Greatest Man in the World"
- "If Grant had been drinking at Appomattox"
- "The Bear who let it alone"
- "Destructive Forces Life"
- "The Seal Who Became Famous"
- "The Moth and the Star"
- "Sex Ex Machina"
- "The Man Who Hated Moonbaum"
- "The Black Magic of Barney Haller"
- "The Secret Life of Walter Mitty"（ウォルター・ミティの秘密の生活）
- "The Night the Bed Fell"
- "The Unicorn in the Garden"
- "The Moth and the Star"
- "The Rabbits Who Caused All the Trouble"
- "The Macbeth Murder Mystery", 1937 (printed in The New Yorker)
- "You Could Look It Up", 1941
- "The Catbird Seat", 1942
- "The Secret Life of James Thurber", 1943
- "The Breaking up of the Winships", 1945
- "A Couple of Hamburgers"
- "The Greatest Man in the World"
- "The Cane in the Corridor"
- "If Grant Had Been Drinking at Appomattox"
- "The Bear Who Let It Alone"
- "The Princess and the Tin Box"
- "The Dog That Bit People"
- "The Lady on 142"
- "The Remarkable Case of Mr.Bruhl"
- "The Scotty Who Knew Too Much"
- "The Night the Ghost Got In"
- "The Car We Had to Push"
- "The Day the Dam Broke"
- "More Alarms at Night"
- "A Sequence of Servants"
- "University Days"
- "Draft Board Nights"
- "The Wood Duck"
- "The Tiger Who Was to Be King"
- "The Owl Who Was God"
- "The Peacelike Mongoose"
- "File and Forget"[20]
- "The Whip-Poor-Will"
- "Mr. Preble Gets Rid of His Wife"
- "The Evening's at Seven"

## 邦訳作品

### 作品集
- 『現代イソップ 名詩に描く』福田恆存訳、万有社、1950年
- 『現代アメリカ文学全集4 J・サーバー．R・ラードナー．M・キャンター』杉木喬・石川欣一訳 荒地出版社、1957年
- 『虹をつかむ男』鳴海四郎訳、早川書房、1962年（1976年、2006年に新版刊行）、ハヤカワepi文庫、2014年
- 『すばらしいO（オー）』船戸英夫訳、興文社、1968年
- 『あの世からやってきた犬』津山悌二訳、丸の内出版、1971年
- 『空中ブランコに乗る中年男』西田実・鳴海四郎訳、講談社、1974年（のち講談社文庫）
- 『虹をつかむ男 他19篇』鈴木武樹訳、角川書店（角川文庫）、1974年。のち『ジェイムズ・サーバー傑作選1』（創土社、1978年）
- 『マクベス殺人事件の謎 他25篇』鈴木武樹訳、角川書店（角川文庫）、1975年。のち『ジェイムズ・サーバー傑作選2』（創土社、1978年）
- 『サーバーのイヌ・いぬ・犬』鳴海四郎訳、早川書房、1982年、ハヤカワ文庫NF、1985年
- 『サーバーおじさんの犬がいっぱい』マイケル・J.ローゼン編、青山南訳、筑摩書房、2009年
- 『傍迷惑な人々 サーバー短編集』芹澤恵訳、光文社古典新訳文庫、2012年
- 『ジェームズ・サーバー作品集 これで読破 Kindle版』三石由起子訳、源光社、2015年

### 戯曲
- 『男性動物　現代世界戯曲選集6 アメリカ篇』エリオット・ヌージェント共作 鳴海四郎・訳　白水社　1954

### 絵本・童話
- 『たくさんのお月樣』ジェイムズ・サーバー原著、ルイス・スロボドキン画、光吉夏弥訳、日米出版社、1949年
- 『たくさんのお月さま』ジェームズ・サーバー作、宇野亜喜良・長新太画 、今江祥智訳、学習研究社、1965年
- 『大おとことおもちゃやさん』ジェームズ・サーバー作、柏村由利子絵、那須辰造訳、偕成社、1967年
- 『たくさんのお月さま』ジェームス・サーバー作、宇野亜喜良絵、今江祥智訳、サンリオ出版、1976年
- 『そして、一輪の花のほかは…』ジェイムズ・サーバー作、高木誠一郎訳、篠崎書林、1983年
- 『たくさんのお月さま』ジェームズ・サーバー作、宇野亜喜良絵、今江祥智訳、ブックローン出版、1989年
- 『たくさんのお月さま』ジェームズ・サーバー文、ルイス・スロボドキン絵、なかがわちひろ訳、徳間書店、1994年
- 『おもちゃ屋のクィロー』ジェームズ・サーバーさく、飯野和好え、上条由美子やく、福音館書店、1996年
- 『物語 たくさんのお月さま』、ルイス・スロボドキン絵、なかがわちひろ訳、徳間書店、2019年
- 『世界で最後の花　絵のついた寓話』、村上春樹訳、ポプラ社、2023年。アルベール・カミュがフランス語訳

### 共著
- 『Sexは必要か』E・B・ホワイト共著、 福田恆存・南春治共訳、新潮社、1953年
- 『性の心理』E・B・ホワイト共著、寺沢芳隆訳、角川書店、1954年

### サーバーの伝記
- Bernstein, Burton. 1975. Thurber. William Morrow & Co. ISBN 9780396070276
- Fensch, Thomas. 2001. The Man Who Was Walter Mitty: The Life and Work of James Thurber. ISBN 9780738840833
- Grauer, Neil A. 1994. Remember Laughter: A Life of James Thurber. University of Nebraska Press. ISBN 9780803221550
- Kinney, Harrison. 1995. James Thurber: His Life and Times. Henry Holt & Co. ISBN 9780805039665

### 書評
- Holmes, Charles S. 1972. The Clocks Of Columbus: The Literary Career of James Thurber Atheneum. ISBN 9780689705748